# ¡Más fuerte, muchachos!
¡Más fuerte, muchachos! (título original en italiano: ...Più forte, ragazzi! ) es una película italiana, de comedia, acción y aventuras, dirigida por Giuseppe Colizzi, estrenada en 1972 y protagonizada por la pareja de Terence Hill y Bud Spencer en su primera aventura ambientada en tiempos modernos, concretamente en la jungla amazónica, y no en épocas remotas como el Lejano Oeste. 

#### Título original y traducción
La traducción aproximada del título original en italiano al español podría ser: ¡Más fuerte, muchachos! / ¡Más alto, muchachos! / ¡Más fuerte, chicos!.

## Sinopsis
Plata y Salud son dos pilotos de aviones que estafan al seguro simulando accidentes aéreos en la Amazonia. Cuando realmente su avión cae y se estrella, descubren y ayudan a una comunidad de buscadores de esmeraldas explotados por el Sr. Ears (Reinhardt Kolldehoff). 

## Reparto
- Terence Hill: Plata
- Bud Spencer: Salud
- Reinhardt Kolldehoff: Sr. Ears
- Riccardo Pizzuti: matón con navaja
- Carlos Muñoz Sánchez: piloto con bigote que discute con Salud
- Marcello Verziera
- Sergio Bruzzichini: guardaespaldas
- Cyril Cusack: viejo loco de la selva
- Alexander Allerson
- Ferdinando Murolo: buscador sediento de cerveza
- Antoine Saint-John (Michel Antoine): Daveira, matón jefe del Sr. Ears

## Banda sonora
La banda sonora, como en la mayoría de las películas de la pareja, está compuesta por los Oliver Onions, los hermanos De Angelis. El tema de la película es Flying through the air, compuesta con la participación del propio Bud Spencer.

## Versiones
La versión original de la película dura alrededor de 120 minutos, pero a menudo se comercializaron en DVD y se emitieron por televisión unas versiones recortadas cercanas a los 90 y a los 100 minutos, en las que se eliminaron algunos planos de los créditos, la escena del robo en el banco en el que no intervienen los protagonistas, la muerte junto al río de un joven nativo a manos de los esbirros del Sr. Ears, varios planos de gente comiendo a ritmo y con un eructo en la escena del baile en el chiringuito, etc.

## Premios y nominaciones
- 1973: Goldene Leinwand (Alemania)
- 1973: Silver Ribbon en el Italian National Syndicate of Film Journalists, Categoría Mejor film